# دارات (فلم)
دارات (بالفرنسية: Daratt) أو موسم الجفاف (بالفرنسية: Saison sèche) فيلم تشادي للمخرج محمد الصالح هارون سنة 2006.
فاز دارات بجائزة لجنة التحكيم الخاصة الكبرى في الدورة 63 لمهرجان البندقية السينمائي، بالإضافة إلى ثماني جوائز أخرى في البندقية والمهرجان الأفريقي للسينما والتلفزيون في واغادوغو.

## القصة
يدور الفيلم حول أتيم (علي باشا بركاي)، شاب في السادسة عشر من عمره، يُرسله جده محملاً بسلاح ناري للانتقام من الشخص الذي اغتال أباه خلال الحرب الأهلية التي دمرت تشاد، لكن الطفل يعدل عن ذلك بعد محاولات متعددة، كما أنه يشعر بالحب نحو زوجة القاتل لأنه يتعاطف معها نتيجة ما يسلطه عليها من تعذيب.

## روابط خارجية
- مقالات تستعمل روابط فنية بلا صلة مع ويكي بيانات